# Eugène Carrière
Eugène Anatole Carrière (16. ledna 1849, Gournay-sur-Marne – 27. března 1906, Paříž) byl francouzský symbolista z konce 19. století, z období francouzsky pojmenovaného „Fin de siècle“ (konec století). Jeho obrazy se vyznačují hnědou monochromatickou paletou. Byl blízkým přítelem sochaře Augusta Rodina a jeho práce ovlivnila také Picassa. Někteří vidí stopy jeho monochromatického stylu v Picassově modrém období.

## Životopis
Narodil se v Gournay-sur-Marne (Seine-Saint-Denis). Studoval na École des Beaux-Arts v Paříži a později u Alexandra Cabanela. Během francouzsko-pruské války byl nějaký čas uvězněn v Drážďanech, kde na něj umění Rubense trvale zapůsobilo, jak je vidět v zářících barvách jeho raných maleb. Kolem roku 1890 přešel na schéma šedé, mlhavé barvy s kontrasty světla a stínu. Tento styl byl pro něho charakteristický. Žádný jiný umělec nebyl schopný jeho umění napodobit.

## Dílo
Své náměty nacházel v běžném rodinném prostředí. Jsou to obvykle výjevy z jeho domácího života a ve svých obrazech opakovaně představoval podobu své ženy. První z nich, Mladá matka z roku 1879, je nyní v Musée des Beaux-Arts de Rouen. Následoval obraz Nemocné dítě, nyní v Montargis, První přijímání, Toulon, a velmi ceněný portrét sochaře Louise-Henri Devilleze z roku 1887.
Carrière byl jedním z vůdců v secesionistickém hnutí, které vedlo k založení „Société Nationale des Beaux-Arts“. Na Société vystavoval Carrière mimo jiné například Spánek z roku 1890, slavný portrét Paula Verlaina z roku 1891, nyní v Lucembursku, Mateřství, 1892, Lucembursko, Kristus na kříži (1897) a obraz Madame Menard-Dorian, 1906.
Carrière hrál vlivnou roli jako učitel umění na soukromé umělecké škole v Paříži Académie de La Palette. Rovněž vytvořil pomník Paula Verlaina ve stylu Rodina.
Několik jeho děl lze nalézt v Muzeu Orsay v Paříži a v Národním muzeum Srbska v Bělehradě.

## Galerie

Eugène Carrière
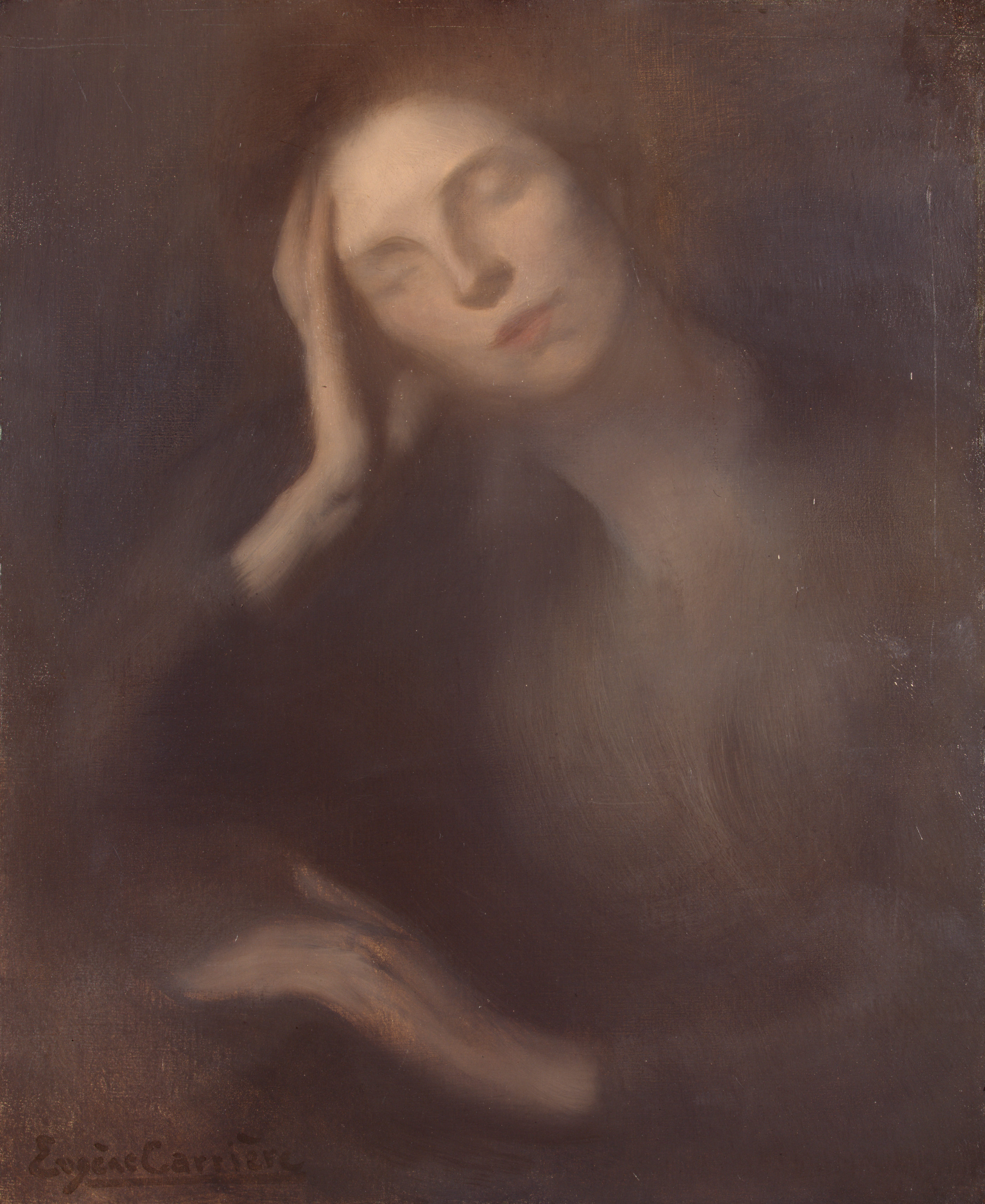
Žena podpírající si hlavu u stolu, kolem roku 1893
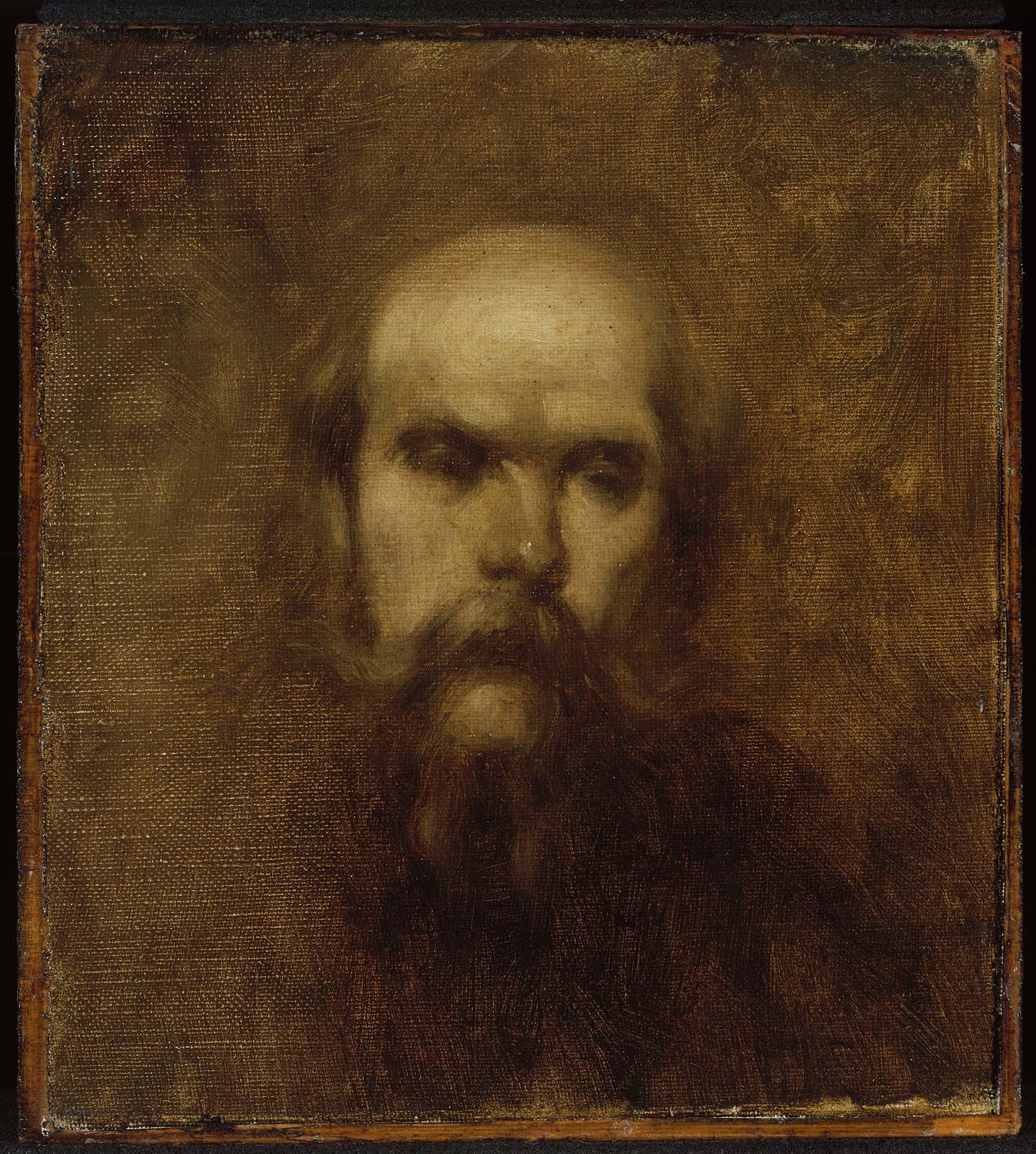
Portrét Paula Verlaina, Museum of Fine Arts,1890
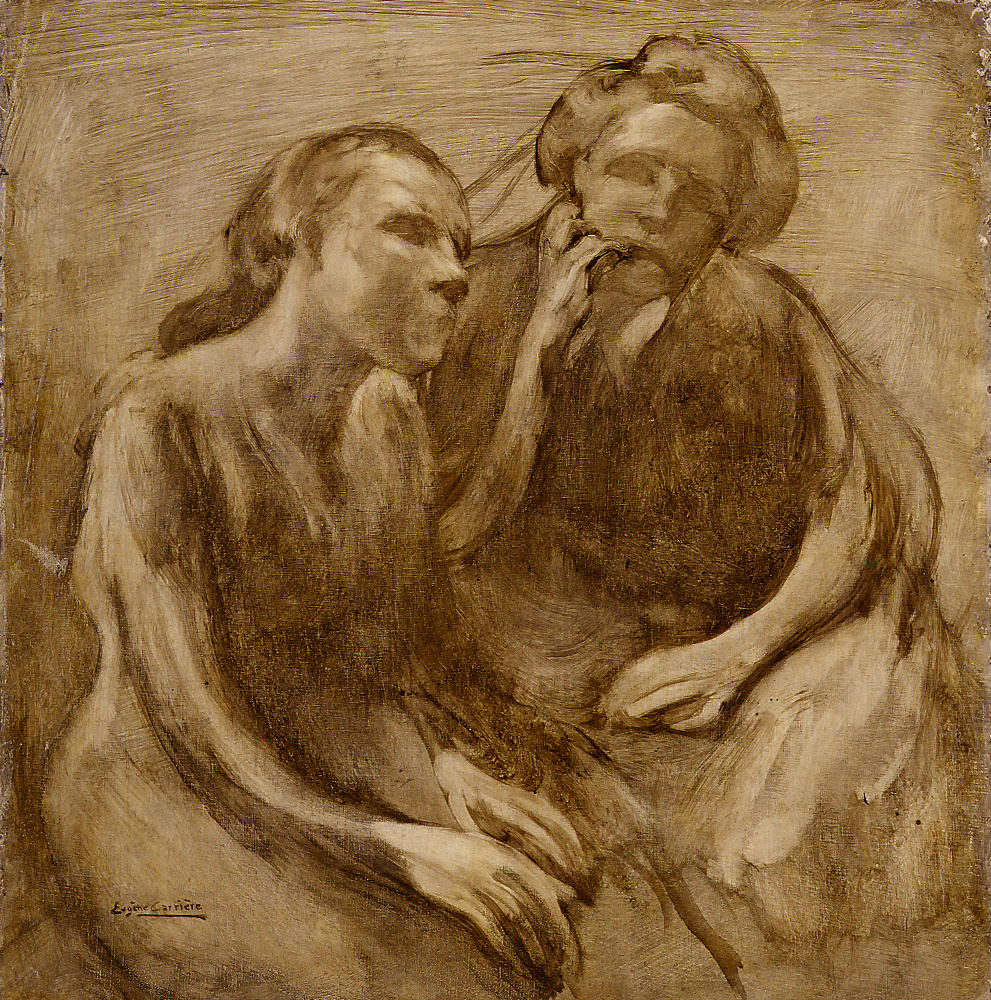
Meditace, Štrasburg, Muzeum moderního a současného umění, 1920
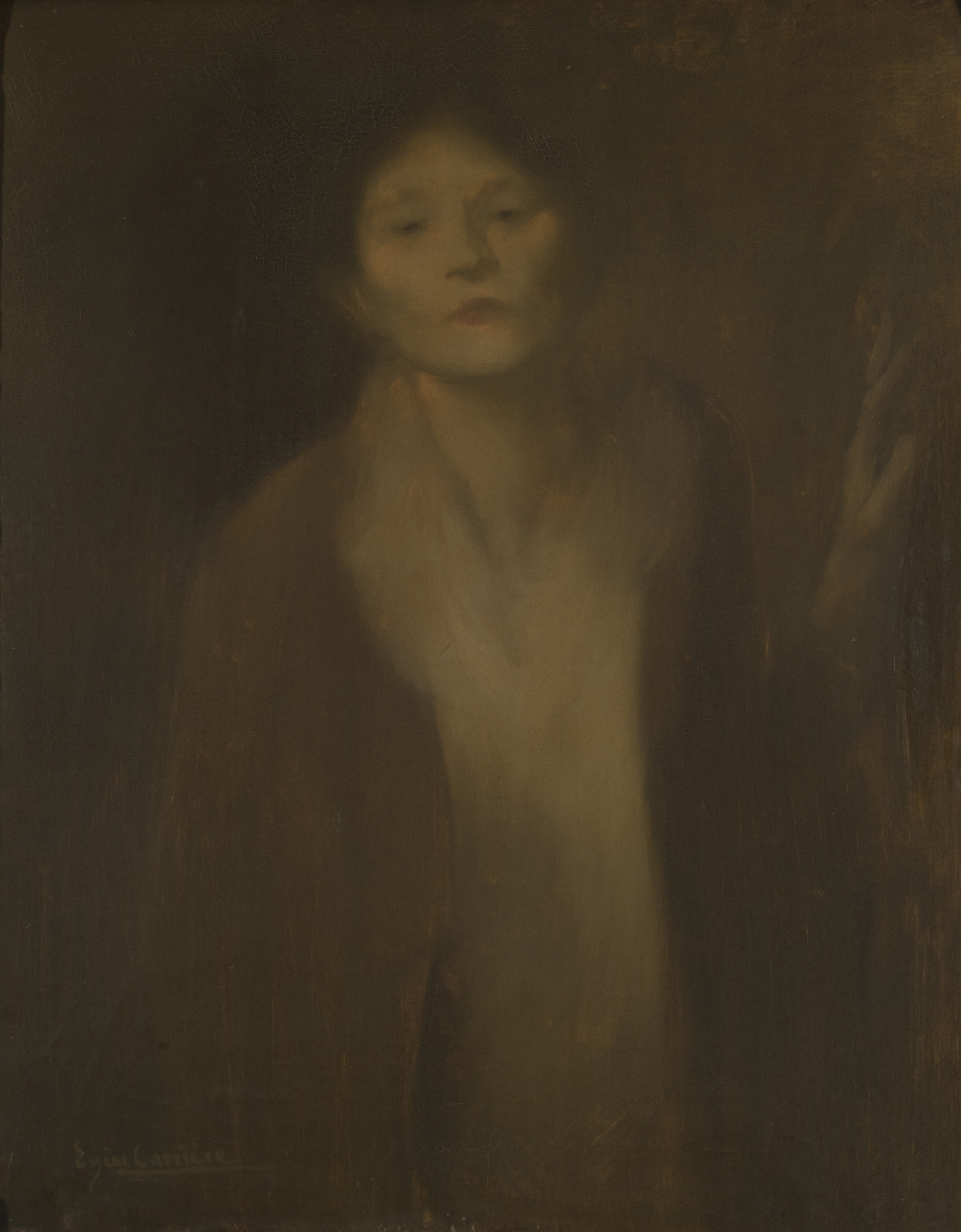
Hledající žena, National Museum of Fine Arts v Buenos Aires
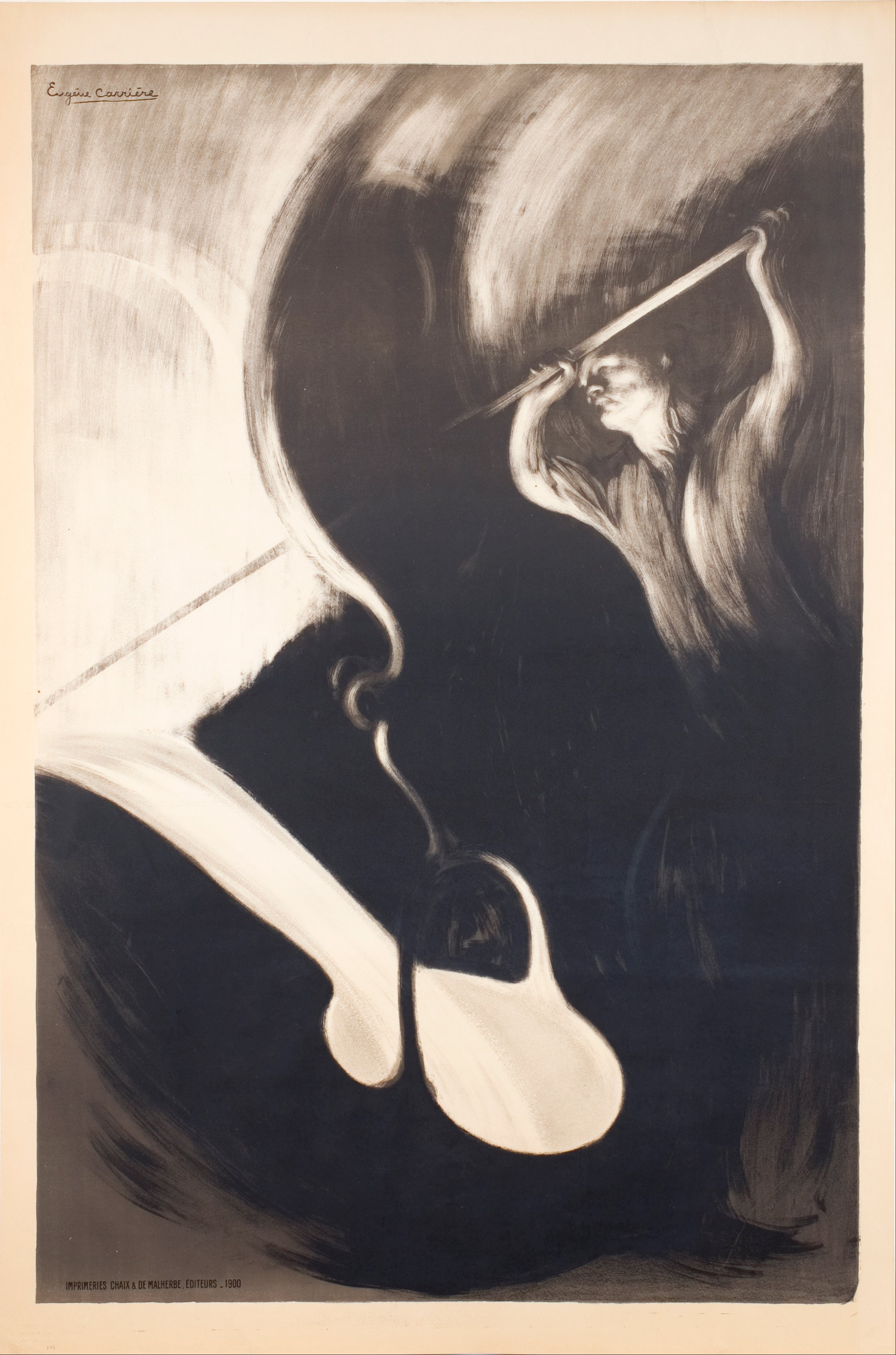
Slévárna
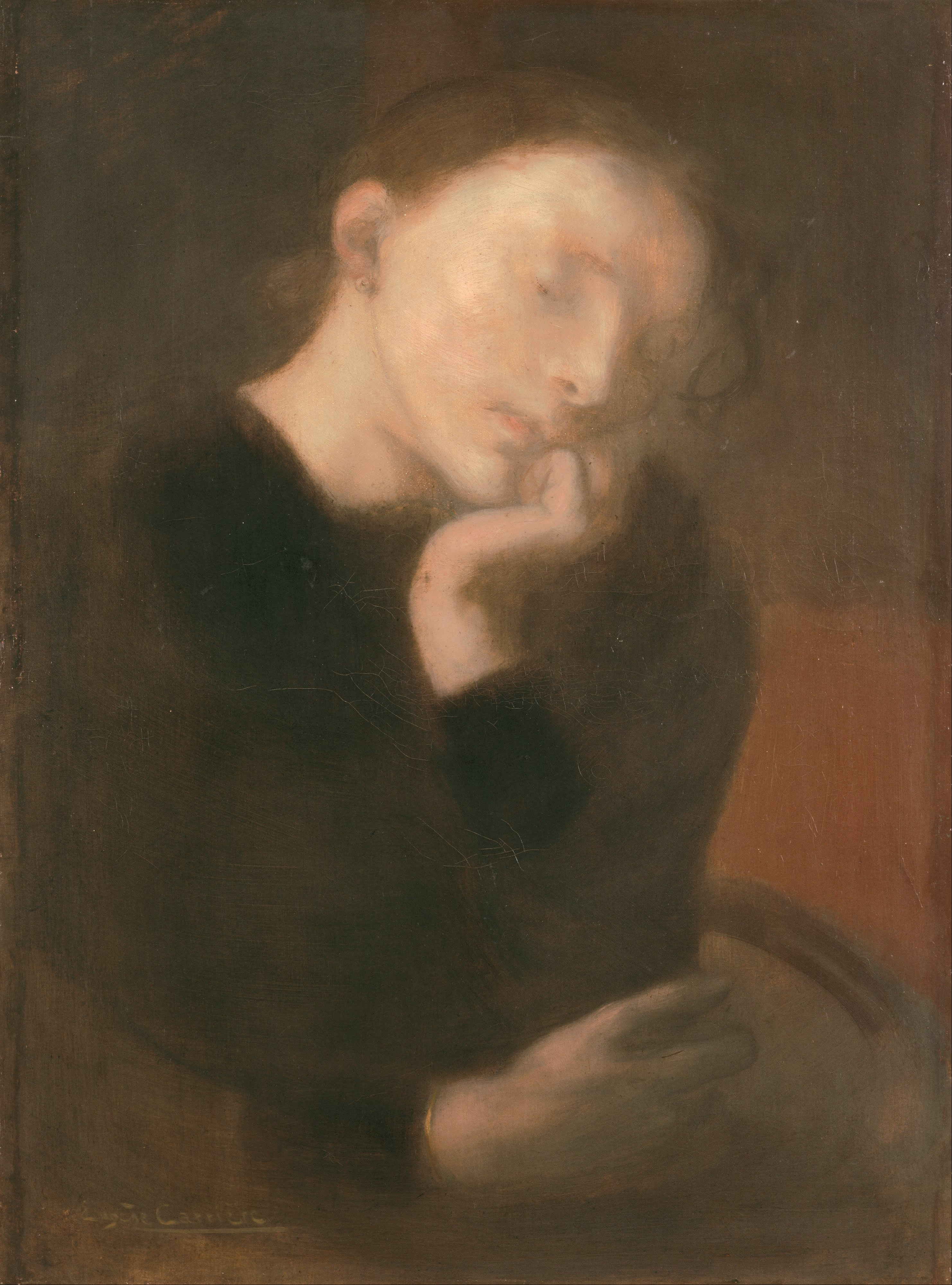
Meditace
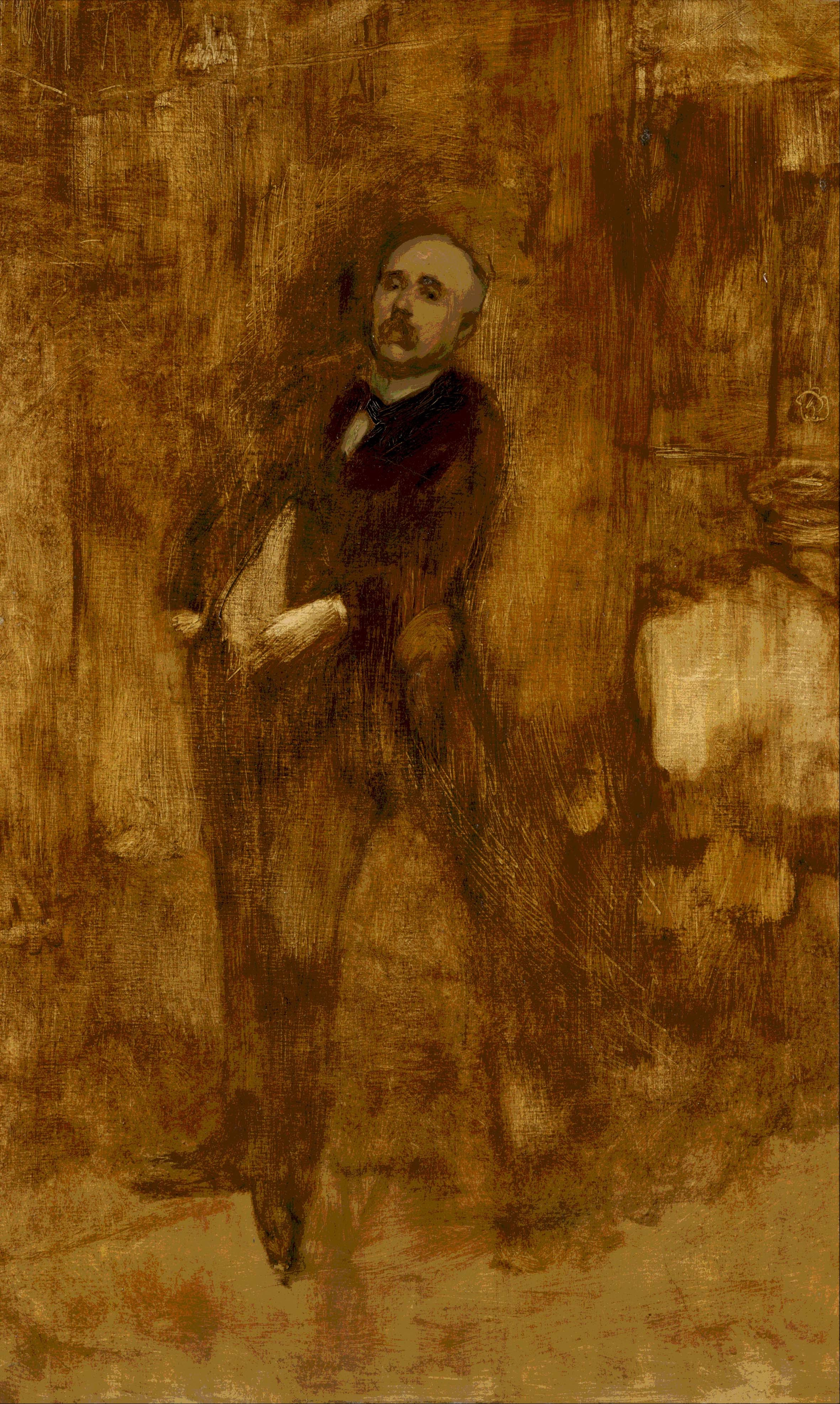
Portrét Clemenceau